# Hans Waldmann (burgomestre)
Hans Waldmann (1435-1489) (* Blickensdorf, 1435 † Zurique, 6 de Abril de 1489) foi burgomestre de Zurique entre 1483 e 1489, e comandante militar suíço. Seus excessos e seu abuso de poder, quando estava no comando da cidade, provocou a irritação da população que exigiu a sua decapitação.  Liderou os confederados nas "Guerras de Borgonha" (1474-1477), derrotando Carlos, o Temerário (1433-1477) com um exército de aproximadamente 12 mil homens.